# Miquel Julià i Prohens
Miquel Julià i Prohens (Felanitx, Mallorca, 1927) és un compositor, filòsof, teòleg i escriptor mallorquí.

## Biografia
Miquel Julià i Prohens va néixer a es Carritxó (Felanitx, Mallorca) l'any 1927. Fill d'una família pagesa va passar la seva infància en contacte amb la natura i les tradicions mallorquines.
L'any 1939 va entrar al Seminari Conciliar de Palma on va estudiar llatí, filosofia i teologia i al 1951 va ser anomenat prevere. Durant aquests anys va tenir un gran descontentament amb l'església ja què aquesta es va posar de banda del règim per suprimir el català i, per això, juntament amb el seu company de seminari Blai Bonet va iniciar un procés autodidacta de català només amb el diccionari que els havia enviat Francesc de Borja Moll.
La seva passió per la música, les tradicions i el català l'impulsaren a crear la Coral de Bunyola l'any 1955 on cantaren cançons tradicionals de Mallorca i Catalunya. Posteriorment va fundar la Coral del Sant Crist de Manacor i el primer curs públic de català a Mallorca. Durant aquesta època va conèixer un guitarrista amb el qual va decidir recórrer Mallorca per recollir en paper les cançons tradicionals. En aquest temps també va entrar a formar part del consell litúrgic de Mallorca en la secció musical però la repressió contra el català el va portar a abandonar l'església.
Des d'aquest moment s'ha dedicat a escriure ja sigui en treballs de premsa (continus articles i gloses), publicacions de poemes, música i assajos religiososocials de la història de Mallorca. També s'ha dedicat a l'escoltisme, l'espectacle i la música popular i polifònica.
Les seves obres mes destacades són Mallorca. Cançons tradicionals (1969) o en la segona edició Cançoner tradicional de Mallorca (1998) i En línia recta. La follia d'una vida (2016).

## Obres importants
- Nadal a Mallorca (1968)[5]
- Mallorca. Cançons tradicionals (1969)[6]
- Nacionalisme reivindicatiu a Mallorca (1994)[6]
- Cançoner tradicional de Mallorca (1998) (segona edició de Mallorca. Cançons tradicionals)[6]
- Clarobscurs. L'Església dels mallorquins (2003)[5]
- Paraules al vent (2000)[6]
- El monestir (2005)[6]
- La vida en vers. Gloses den Jordi Guaita (2007)[6]
- Ermàs en flor (2012)[6]
- En línia recta. La follia d'una vida (2016)[4]